# Легостаево (Новосибирская область)
Легостаево — село в Искитимском районе Новосибирской области России. Административный центр Легостаевского сельсовета.

## География
Площадь села — 245 гектар

## Топоним
Названо по фамилии первых жителей Легостаевых

## Население
| 2002 | 2007  | 2010  |
| ---- | ----- | ----- |
| 1494 | ↗1581 | ↘1196 |

## Инфраструктура
В селе по данным на 1 января 2021 года  функционируют 1 участковая больница, 1 средняя общеобразовательная школа, 1 Досуговый центр, 1 детский сад, 1 отделение связи, 1 пекарня, 1 лесозаготовительный участок АО «Бердской лесхоз», 1 пилорама ООО «Легос», 6 магазинов ИП.

## Известные уроженцы
- Мазаева, Нина Яковлевна (1921—2022) — советская и российская актриса театра и кино, заслуженная артистка РСФСР (1979).